# Finest Worksong
«Finest Worksong» es el tercer y último sencillo del trabajo Document de la banda estadounidense R.E.M., lanzado el 1 de septiembre de 1987.
La canción ocupó la posición número 28 en la lista Mainstream Rock Tracks de la revista Billboard y la número 50 en las listas de UK Singles Chart.

## Posicionamiento
| Lista                  | Posición |
| ---------------------- | -------- |
| Mainstream Rock Tracks | 28       |
| UK Singles Chart       | 50       |